# Юрґен Кіснер
Юрґен Кіснер (нім. Jürgen Kissner, 18 серпня 1942 — 18 травня 2019) — західнонімецький велогонщик.
Срібний призер Олімпійських Ігор 1968 року в командній гонці переслідування.